# Vitória (telenovela de 1964)
Vitória é uma telenovela brasileira produzida e exibida pela RecordTV entre 4 de julho de 1964 e 1 de agosto de 1964, às 17h30, substituindo Sonho de Amor e sendo substituída por O Desconhecido. Livremente inspirada no romance de mesmo título de Emi Bulhões de Carvalho da Fonseca, foi escrita por Aldo de Maio e dirigida por Sérgio Britto.

## Enredo
Vitória é uma mulher moderna, que concilia o trabalho com o romance com Giancarlo, o que escandaliza a família dele, especialmente a matriarca Vicentina, que não vê com bons olhos mulheres que trabalham.

## Elenco
| Ator                | Personagem         |
| ------------------- | ------------------ |
| Fernanda Montenegro | Vitória            |
| Fernando Torres     | Giancarlo Mourão   |
| Ítalo Rossi         | Lúcio              |
| Eva Todor           | Carla              |
| Zilka Salaberry     | Vicentina Mourão   |
| Maria Esmeralda     | Guilhermina Mourão |
| Germano Filho       | Álvaro Mourão      |
| Sérgio Britto       | Ronaldo            |
| Aldo de Maio        | Fabrício           |